# Familjens hemlighet
Familjens hemlighet är en svensk komedifilm från 1936 i regi av Gustaf Molander. 

## Handling
På 1930-talet var normen att man gifte sig innan man skaffade barn. Flygingenjören Arne Ekman har fått ett barn med sin fästmö Margit, men de har ännu inte gift sig, främst av ekonomiska skäl. Arnes föräldrar vet ingenting om detta och får en smärre chock när han talar om att han har en tre år gammal son. De hade ju tänkt sig att han skulle få ihop det med en viss Marianne som ska ärva en förmögenhet.

## Om filmen
Familjens hemlighet hade Sverigepremiär i Göteborg den 26 december 1936. Filmen har visats på SVT.

## Rollista (i urval)
- Olof Winnerstrand - kommendör Arvid Ekman
- Karin Swanström - Lilli Ekman, hustrun
- "Bullen" Berglund - major John Hessler
- Birgit Tengroth - Margit Berg, modetecknare
- Kotti Chave - flygingenjör Arne Ekman, Ekmans son
- Hjördis Petterson - fru Ellen Winkler
- Göran Bernhard - Olle, son till Margit och Arne
- Ingrid Borthen - Marianne Winkler, Ellen Winklers dotter[3]